# Cupido y Psique (Trophime Bigot)
Cupido y Psique es una obra de Trophime Bigot pintada en la primera mitad del siglo XVII que se conserva en el Museo Soumaya de la Ciudad de México.

## Contexto
Trophime Bigot recibió su formación artística, alrededor de 1579, fue hijo de un pintor de Provenza. Vivió mucho tiempo en Roma, para estudiar la obra de Honthorst realizó obras para distintas iglesias, vivió en Francia. Se le conoce como Maître à la chandelle (maestro de la candela), sobrenombre puesto por Nicolson y Jean Boyer ya que logra ese efecto en muchas de sus obras, escenas iluminadas por la luz de una vela, como se puede observar en Cupido y Psique. En esta obra se observa como Trophime maneja con maestría la técnica del claroscuro.

## Descripción
En la escena se puede apreciar el momento en que Psique observa el rostro de Cupido, siendo que éste le había prohibido cualquier indagación sobre su identidad. Esta leyenda ha dado pie a un sinfín de interpretaciones artísticas.

## Estilo
Esta obra tiene una marcada influencia del caravaggismo del Norte de Europa.